# Zapallo (Ecuador)
La Parroquia Zapallo, conocida simplemente como Zapallo, es una parroquia ecuatoriana, perteneciente al cantón Flavio Alfaro en la provincia de Manabí.

## Historia
La historia de Zapallo se remonta al año 1895, cuando, el 24 de julio, Chone fue declarado cantón, incluyendo en su territorio el sitio Pescadillo, que hoy corresponde al cantón Flavio Alfaro. En aquel entonces, esta zona era un importante centro de producción de caucho, palma real y tagua. En 1945, el sitio Pescadillo pasó a llamarse parroquia Flavio Alfaro en honor a Flavio Alfaro, sobrino del general Eloy Alfaro, y se logró la construcción de la carretera que lo conecta con el cantón El Carmen.
En 1988, Flavio Alfaro se convirtió en cantón independiente, y un pequeño recinto llamado García Moreno fue elevado a parroquia el 1 de diciembre de 1992. En el año 2000, se conformó la primera junta parroquial, que posteriormente pasó a denominarse Gobierno Autónomo Descentralizado de Zapallo, marcando así el inicio de su vida como parroquia.
En 2011, se inauguró un Infocentro parroquial, y en 2012, se construyeron el coliseo de eventos y una Unidad de Policía Comunitaria (UPC).
En 2020, se inauguró un parque central, construido con financiamiento del Banco de Desarrollo del Ecuador por un monto de 178.256 dólares, de los cuales 100.000 fueron aportados por dicha institución.

## Símbolos

### Escudo
Está dividido en dos partes: en la parte derecha, posee la bandera del cantón Flavio Alfaro (al que pertenece). En la parte izquierda, se encuentra la bandera parroquial. En el centro, se representan montañas, el sol y un río, además de un símbolo que refleja la actividad ganadera, que es la principal ocupación de los habitantes de esta localidad. En la parte superior, se encuentra una cinta que dice Parroquia Zapallo, y en la parte inferior, una cinta azul en la que se ubica el año de 1992, que marca la fecha de su fundación.

### Bandera
Se compone de tres franjas horizontales la primera de color verde, la segunda de color blanco y la tercera es amarillo.

### Himno
El himno fue escrito y compuesto por Fátima Bazurto.

## Geografía Física

### Ubicación
Se encuentra ubicada en la Zona Norte, a orillas de la carretera Panamericana (que atraviesa Chone - Quito). Limita al Norte y Este con la cabecera cantonal de Flavio Alfaro, al sur con la parroquia Ricaurte y al este con la parroquia Eloy Alfaro ambas del cantón Chone. Su población en el año 2010 según el censo de población y vivienda de Ecuador, era de 3689 habitantes de los cuales 1907 son hombres lo que representa el 51.3% de la población y 1782 mujeres, equivalente al 48.3% de la población total. Posee una superficie de 112,11 km² que representa el 8,32% de superficie del cantón Flavio Alfaro y tiene una densidad poblacional de 13 mil habitantes por kilómetro cuadrado.

### Hidrografía
Existen cuatro ríos de gran importancia, de los cuales dos fluyen en sentido este-oeste: los ríos Yesca y Zapallo. Estos ríos recogen las aguas de los esteros que nacen en las cuencas centrales de la parroquia. El río Yesca y el río Zapallo se unen en el punto más occidental de la parroquia, y luego continúan hacia el oeste bajo el nombre de Río Zapallo, que más tarde se llama Río Jama antes de desembocar en el océano Pacífico. Además, esta parroquia cuenta con varios esteros que toman el nombre de las comunidades por las que atraviesan y que contribuyen al caudal de los ríos mencionados anteriormente. Algunos de estos esteros incluyen Estero Camarones, Tigre, Zapallito, La Palmita, Estero Bravo, Estero de Monos y El Guineo.

### Geología
La Parroquia, tiene muchas condiciones para el desarrollo forestal, la superficie de este territorio cuenta con una amplia extensión de bosques naturales y montañosos que si bien han sido víctimas de la deforestación indiscriminada para el sembrío de pastizales, aún se conservan algunos lugares, los cuales se encuentran protegidos de la tala indiscriminada.

## Recintos
En la Parroquia, además del pueblo principal, hay 34 comunidades, entre ellas: La Guayabilla, El Tigre, Reyes, El Mono, Entrada de Monos, Tiwinza, Javier, Pozones, Río Javier, Agua Buena, Guineo, Los Frejoles, Hostaiza , Góngora, Pacho Arriba , Buenos Aires, Las Piedras, Estero Bajo, Zapallito, Camarones, Las Canas, Las Laja, El Cuello, Los Ángeles de la Cantera, La Cantera, Jaboncillo, El Moral, Turriaga, 10 de Agosto, Buena Vista , Palma Sola, Zapallo 2, Bellavista y Yesca.

### Clima
El clima es Húmedo, acompañados con lluvias intensas en el periodo invernal y garuas durante el verano.

## Agricultura
En Zapallo, se encuentran árboles frutales como mandarina, naranja y toronja. Los habitantes se dedican a la cosecha de cacao y café, así como al cultivo de ciclos cortos, normalmente de arroz, maíz, yuca, plátano, guineo, etc., que son cosechados para consumo propio. 
Además, los habitantes se dedican a la ganadería, motivo por el cual se ha construido una planta procesadora de lácteos.

## Cultura

### Fiestas y Tradiciones
Sus fiestas tradicionales son las de san pedro y San Pablo